# Pseudione longicauda
Pseudione longicauda är en kräftdjursart som beskrevs av Sueo M. Shiino 1937. Pseudione longicauda ingår i släktet Pseudione och familjen Bopyridae. Inga underarter finns listade i Catalogue of Life.